# Црква Светог великомученика Георгија у Источном Сарајеву
Црква Светог великомученика Георгија (позната и као Црква Светог Ђорђа) је храм Српске православне цркве у Источном Сарајеву.
Налази се у Миљевићима, општина Источно Ново Сарајево.
Темељи цркве Св. великомученика Георгија у Новом Српском Сарајеву освећени су 2000. године. Темеље је осветио епископ захумско-херцеговачки Григорије. Црква је модификована копија Старе сарајевске цркве. Осим централног олтара посвећеног Св. Георгију, црква има два споредна олтара, који су посвећени Св. свештеномученику Петру Дабробосанском и Св. мученику Вукашину.

## Историјат
Темељи ове цркве започети су још ратне 1994. године али на тадашњој Грбавици. Приликом посјете патријарха српског Павла и патријарха московског и све Русије Алексија Грбавици, освештано је земљиште и пободен крст на мјесту гдје је требало изградити цркву, али покренути дејтонским егзодусом Срба из Сарајева, борци Војске Републике Српске, српски народ и свештеници СПЦ, 16. марта 1996. отишли су са Грбавице пут Враца, у дио који је и даље припадао Републици Српској, а са собом су понијели и крст и звоно, намијењене првобитно изградњи српске цркве на тадашњој Грбавици.
Црквена општина Српско Ново Сарајево основана је 1996. године. После Дејтонског споразума, новембра 1995. године, мањи део ЦО Ново Сарајево припао је Републици Српској, а већи део остао је у Федерацији БиХ. Парох долачки, протојереј-ставрофор Војислав Чаркић прелази са Пофалића на Грбавицу 1992, а у прољеће 1996. напушта Грбавицу и оснива парохију у насељу Миљевићи на Врацама, гдје подиже капелу и тако формира нову црквену општину и парохију. Парохија је тада имала 230 домаћинстава. У међувремену број становника у Српском Сарајеву се повећавао досељеницима из Федерације БиХ. Данас парохија у Новом Српском Сарајеву броји око 600 домова. Број становника у овој парохији се и даље повећава, јер миграције још нису завршене.